# Funktionsarzneimittel
Funktionsarzneimittel sind  Arzneimittel, die durch ihre Wirkung Einfluss auf physiologische Funktionen nehmen. Sie unterscheiden sich von den Präsentationsarzneimitteln, die ungeachtet ihrer tatsächlichen Wirksamkeit zur Heilung oder zur Verhütung menschlicher Krankheiten bestimmt sind. Die Unterscheidung geht zurück auf Art. 1 Nr. 2 des Gemeinschaftskodex für Humanarzneimittel.

## Abgrenzung
Funktions- wie Präsentationsarzneimittel sind Arzneimittel im Sinne von § 2 AMG und dürfen ohne arzneimittelrechtliche Zulassung gem. § 21 Abs. 1 AMG, § 3a Satz 1 HWG weder vertrieben noch beworben werden.
Beide Begriffe spielen bei der Produktabgrenzung und damit für die Vermarktung eine Rolle, weil Arzneimittel unter ein anderes Recht fallen als beispielsweise Lebensmittel oder Medizinprodukte. Diese unterfallen dem Lebensmittel- und Futtermittelgesetzbuch (LFGB) bzw. dem Medizinproduktegesetz (MPG), das nicht für Arznei- oder kosmetische Mittel gilt (§ 2 Abs. 5 MPG). Bei Medizinprodukten entfallen beispielsweise die besonders teuren klinischen Studien. Sie dürfen im Vergleich zu Arzneimitteln auch unter erleichterten Bedingungen beworben werden, beispielsweise mit  bestimmten bildlichen Darstellungen, wie einer Gegenüberstellung von vorher und nachher.
Für die Einordnungen als Arzneimittel, Medizinprodukt, Kosmetikum oder auch Nahrungsergänzungsmittel sind die Herstellerangaben entscheidend. Die Behörden orientieren sich daran. Strittige Einzelfälle sind durch die Gerichte zu klären.

## Rechtsgrundlage

### Europäisches Recht
Gemäß der europäischen Richtlinie 2001/83/EG (Gemeinschaftskodex für Humanarzneimittel) in der geänderten, aktuell gültigen Fassung, sind Funktionsarzneimittel
„alle Stoffe und Stoffzusammensetzungen, die im oder am menschlichen Körper verabreicht werden, um entweder die menschlichen physiologischen Funktionen durch eine pharmakologische, immunologische oder metabolische Wirkung wiederherzustellen, zu korrigieren oder zu beeinflussen oder eine medizinische Diagnose zu erstellen.“
Nach einem für alle EU-Mitgliedstaaten bindenden Urteil vom 15. November 2007 des Europäischen Gerichtshofs (EuGH) in Luxemburg ist eine Anforderung an ein Funktionsarzneimittel, dass es sich nennenswert auf den Stoffwechsel auswirke und die Funktionsbedingungen des Körpers wirklich beeinflusse.
Hingegen sind nach der Richtlinie 2001/83/EG Präsentationsarzneimittel
„alle Stoffe oder Stoffzusammensetzungen, die als Mittel mit Eigenschaften zur Heilung oder zur Verhütung menschlicher Krankheiten bestimmt sind.“
Darüber hinaus gilt die so genannte Zweifelsfall-Regelung gemäß Definition Absatz 2 Artikel 2 der Richtlinie, in dem es heißt:
„In Zweifelsfällen, in denen ein Erzeugnis unter Berücksichtigung aller seiner Eigenschaften sowohl unter die Definition von ,Arzneimittel‘ als auch unter die Definition eines Erzeugnisses fallen kann, das durch andere gemeinschaftliche Rechtsvorschriften geregelt ist, gilt diese Richtlinie.“

### Deutsches Recht
Wenngleich  bereits zuvor der Rechtsprechung zugrunde gelegt, wurde die europäische Regelung mit der 15. Novelle des Arzneimittelgesetzes dann 2009 auch in nationales Recht umgesetzt.
Auszug aus einem Urteil: „Das Vorliegen eines Funktionsarzneimittels im Sinne von Art. 1 Nr. 2 lit. b) RL 2001/83/EG ist nicht an den dort bezeichneten Wirkungen, sondern daran festzumachen, ob das Produkt einen therapeutischen Zweck erfüllen kann (hier im Hinblick auf bestimmte Bakterien verneint).“

## Beispiele für Gerichtsurteile zur Abgrenzung
Im Folgenden sind exemplarisch einige Entscheidungen bezüglich der Abgrenzung von Funktionsarzneimitteln von anderen Produktgruppen aufgeführt, die besonders rezipiert wurden.

### Entscheidungen bezüglich Laktase
Das Oberlandesgericht Stuttgart befasste sich im Februar 2008 mit der Bewertung von pulverförmigen, in Kapseln vertriebenen Mitteln, welche Laktase enthalten. Laktase ist ein Enzym, das Milchzucker spaltet und von Menschen mit einer Milchzuckerunverträglichkeit (Laktoseintoleranz) eingenommen wird, um den in vielen Milchprodukten enthaltenen Milchzucker verdauen zu können. Das OLG urteilte auf Basis des deutschen und vorrangig des europäischen Rechtes, dass diese Mittel keine Funktionsarzneimittel seien. Zwar sah das OLG die Voraussetzung als erfüllt, dass bei Laktoseintoleranz eine Störung physiologischer Funktionen vorliegt. Aber das Mittel sei nicht in der Lage, die Funktion des Körpers (nämlich  der Darmzotten oder der Verdauungssekrete) zu beeinflussen, sondern wirke allein auf den Zustand der Nahrung. Es müsse aber vielmehr ein aktiver Bioeffekt gefordert werden, also ein exogener Stoff müsste steuernd auf Körperfunktionen einwirken, um als Funktionsarzneimittel im Sinne der EU-Richtlinien betrachtet werden zu dürfen. Das Gericht stütze sich dabei auch auf eine vorangegangene Begründung des Bundesverwaltungsgerichts.
Dem OLG lagen auch anders lautende Entscheidungen deutscher Gerichte zu Laktase-Präparaten vor:
- Mit Urteil des Verwaltungsgerichtes Berlin war 2006 ein vergleichbares Produkt wie das 2008 vom OLG Stuttgart beurteilte als zulassungspflichtiges Arzneimittel eingestuft worden.[11]
- Das OLG Frankfurt hatte 2000 ein Laktase-Präparat als Arzneimittel und nicht als diätetisches Lebensmittel eingestuft.[12] Allerdings waren zu diesem Zeitpunkt die EU-Richtlinien noch nicht in Kraft gesetzt. Zudem hatte das Produkt die Anforderungen an ein „Präsentationsarzneimittel“ erfüllt.

### Entscheidungen zu Präparaten mit pflanzlichen Inhaltsstoffen
2007 wurde ein Produkt mit den Inhaltsstoffen oligomere Proanthocyanidine durch ein Urteil des Bundesverwaltungsgerichtes (BVerwG) als Nahrungsergänzungsmittel und nicht als Funktionsarzneimittel eingestuft. Das BVerwG erließ in diesem und zwei weiteren Urteilen vom 25. Juli 2007 folgende gleichlautende Leitsätze:
1. Die Anwendung eines Produkts beeinflusst die physiologischen Funktionen des menschlichen Körpers im Sinne der gemeinschaftsrechtlichen Arzneimitteldefinition nur, wenn sie zu einer erheblichen Veränderung der Funktionsbedingungen des Organismus führt und Wirkungen hervorruft, die außerhalb der normalen im menschlichen Körper ablaufenden Lebensvorgänge liegen.
2. Die Einordnung eines Produkts als Arzneimittel setzt voraus, dass die ihm zugeschriebenen Wirkungen durch belastbare wissenschaftliche Erkenntnisse belegt sind.

Ebenfalls 2007 bestätigte das Bundesverwaltungsgericht in einem Urteil eine Pflegesalbe, die geringe Mengen Campher und Menthol enthielt, als Pflegemittel (Kosmetikum). Das Gericht erließ den Leitsatz: Eine als Pflegemittel deklarierte Pferdesalbe wird durch einen Kampheranteil von 0,5 % nicht zum Arzneimittel im Sinne des § 2 Abs. 1 AMG.
Aus jüngerer Zeit datieren auch Entscheidungen zu einem als Nahrungsergänzungsmittel vertriebenen Produkt, das aus mit Schimmelpilzen behandeltem, rot fermentiertem Reis besteht („Red Rice“). Das darin enthaltene Monacolin K ist strukturidentisch mit Lovastatin, einem in höherer Dosierung in der Behandlung des erhöhten Cholesterinspiegels verwendeten Arzneistoffes. Deswegen hatten die Überwachungsbehörden den „Red Rice“-Kapseln die Verkehrsfähigkeit als Nahrungsergänzungsmittel abgesprochen und das Inverkehrbringen untersagt. 2006 hatte das niedersächsische Oberverwaltungsgericht befunden, dass das Mittel als zulassungspflichtiges Arzneimittel anzusehen sei und in seinem Urteil unter anderem diese Leitsätze angeführt:
1. Für die Beurteilung, ob ein Produkt unter die Definition des Arzneimittels „nach der Funktion“ fällt, ist schwergewichtig auf die pharmakologischen Wirkungen abzustellen.
2. Bei Stoffen, für die eine dosisabhängige pharmazeutische Wirkung wissenschaftlich nicht eindeutig bestimmt ist, stellen der Vergleich mit zugelassenen Arzneimitteln sowie mögliche gesundheitliche Risiken wichtige Abgrenzungskriterien dar.
3. Die Anwendbarkeit der Zweifelsregelung in Art. 2 Abs. 2 der Richtlinie 2001/83/EG in der Fassung der Änderungsrichtlinie 2004/27/EG setzt nicht voraus, dass die Arzneimitteleigenschaft positiv festgestellt worden ist. Es reicht vielmehr aus, dass der insoweit maßgebliche Nachweis der pharmakologischen Wirkung nicht mit letzter Sicherheit erbracht werden kann.

Hingegen hat der EuGH in seinem Urteil vom 15. Januar 2009 entschieden, dass es sich bei den „Red Rice“-Kapseln nicht um ein Arzneimittel handele und damit seine restriktive Auslegung des Arzneimittelbegriffs erneut bestätigt.
Bereits 2007 hatte der EuGH nämlich geurteilt, dass Knoblauchextraktpulver-Kapseln nicht generell als Arzneimittel anzusehen seien. Er verwies dabei auch auf die Richtlinie 2001/83/EG, wonach das strittige Mittel weder der Definition eines „Arzneimittels nach der Bezeichnung“ noch „nach der Funktion“ entspräche. Eine „allgemein förderliche Auswirkung auf die Gesundheit“ und eine Darreichungsform als Kapsel genügen nicht, ein Lebensmittel zum Arzneimittel zu erklären. Hinsichtlich der Einstufung als Funktionsarzneimittel räumte das Gericht ein, dass die Knoblauchkapseln der Arteriosklerose-Vorbeugung dienen und eine pharmakologische Wirkung haben können. Allerdings könne die gleiche Wirkung schon bei der Aufnahme von täglich 7,4 Gramm rohem Knoblauch eintreten. Ein Mittel, das auf den Organismus keine anderen Wirkungen habe als ein Lebensmittel, hat nach Ansicht des EuGH die Schwelle zum Funktionsarzneimittel nicht überschritten. Die Bundesregierung hatte zuvor die Knoblauchkapseln als Arzneimittel eingeordnet und einem Antragsteller den Import als Nahrungsergänzungsmittel verwehrt.
Demgegenüber waren Zimtextrakt-Kapseln von zwei Gerichten als Arzneimittel eingestuft worden. Die Gerichte stuften die Mittel nicht nur als Präsentationsarzneimittel, sondern zudem als Funktionarzneimittel ein, da eine blutzuckersenkende Wirkung bestehe, die auch „arzneilich“ sei.